# Демони «Ґоетії»

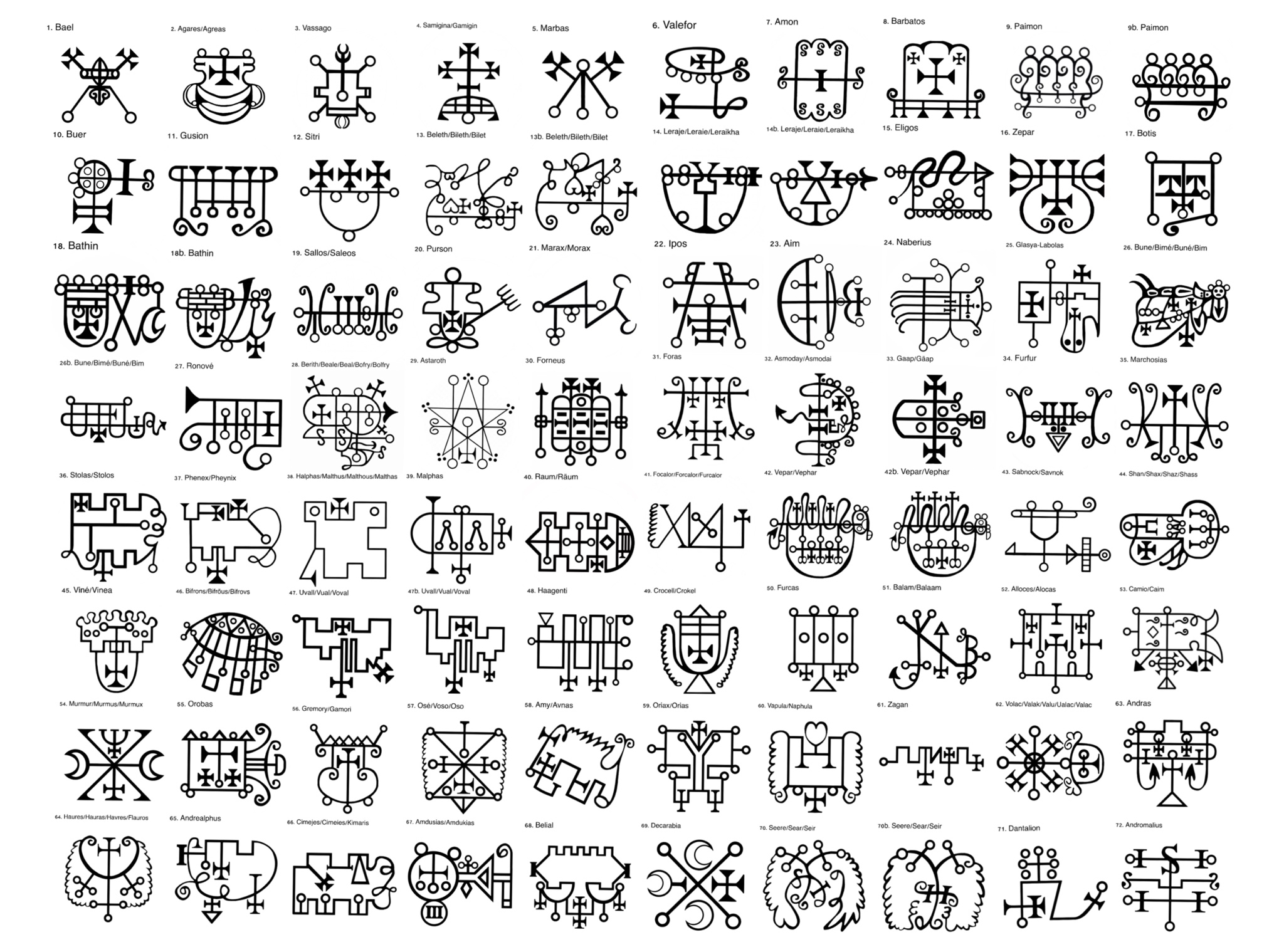
72 демонських символи

На цій сторінці наведено список із сімдесяти двох демонів, описаних в «Ґоетії» — першій частині готичного ґримуара «Малий ключ Соломона».
Ґоетія містить пояснення стосовно того, який зовнішній вигляд демони мають перед магом, який їх викликав, чим вони можуть бути корисні, якими демонічними силами командують і яке місце займають в ієрархії демонських духів. Також в цій частині ґримуара наводяться детальні інструкції як викликати перерахованих демонів і способи підкорення демона у випадку його непокори.
Кількість та ієрархічне положення демонів відрізняються від класифікації Йоганна Вейєра в «Ієрархії демонів». Пруфлас — єдиний демон, який з'являється в «Ієрархії демонів», але не в «Ґоетії».
72 ангели Шемхамфораша вважаються протилежною та врівноважуючою силою проти цих демонів.

## Список демонів
| №  | Ім'я                                | Титул             | Опис | Ілюстрація (з інших книг) |
| -- | ----------------------------------- | ----------------- | --- | ------------------------- |
| 1  | Баал (Баел, Баель)                  | Король            | Баал (лат. Baal) — перший і найстарший демон, вождь сил пекла, очільник 66 легіонів духів, король, що править на сході. Він також описаний як перший і найголовніший демон в «Ієрархії демонів». У нього три подоби: жаба, людина і кіт. Має хриплий, але чіткий голос. Здатний навчити людину мистецтва невидимості. Розглядається як еквівалент Вельзевула. |                           |
| 2  | Аґарес (Аґреас)                     | Герцог            | Аґарес (лат. Agares) — другий демон, керує 31 легіоном духів. Він здатний повертати назад воїнів-утікачів і змушувати тікати воїнів армії супротивника. Має силу позбавляти достоїнств і звань, як в мирському так і надприродному світах. З'являється у вигляді блідого старця верхи на крокодилі |                           |
| 3  | Вассаґо (Васаґо, Усаґо)             | Принц             | Вассаґо (лат. Vassago) — третій демон, могутній принц, керує 26 легіонами духів. Може розповісти про минуле та майбутнє, знайти сховані та загублені речі, має добру природу. В ґримуарі Liber Officiorum Spirituum представлений як ангел. |                           |
| 4  | Ґамігін (Ґамигін, Самігіна)         | Маркіз            | Ґамігін (лат. Gamigin) — четвертий демон, великий маркіз, керує 30 легіонами духів. Навчає вільним мистецтвам, підраховує душі, які померли у гріху і потонули в морі. Розмовляє хриплим голосом. Відповідає на задані питання поки не задовольнить мага, що його викликав. З'являється в образі маленького коня або віслюка, але може набувати людського образу, якщо цього забажає маг. |                           |
| 5  | Марбас                              | Губернатор        | Ма́рбас (лат. Marbas) — п'ятий демон в ієрархії «Ґоетії» і третій в «Ієрархії демонів», великий губернатор, керує 36 легіонами духів. З'являється у вигляді великого лева, хоча легко може прийняти вигляд людини. Здатний відкривати правду про всі приховані від мага секрети і таємниці, насилати і виліковувати хвороби, дарувати велику мудрість і знання в мистецтвах механіки; навчати можливості змінювати свій вигляд. Ймовірно, в образі Марбаса з часом злилися риси кількох дрібніших демонів. Наприклад, деколи з ним ототожнювався демон Барбуель. |                           |
| 6  | Валефор (Валефар, Малафар, Малефар) | Герцог            | Валефор (лат. Valefor) — шостий демон, могутній герцог, керує 10 легіонами духів. Спокушає людей на крадіжки, відповідає за хороші стосунки між злодіями. Маги, які викликають Валефора, вважають що він хороший фамільяр «доки не потраплять в його пастку». З'являється у вигляді лева з головою людини, або лева з головою віслюка. |                           |
| 7  | Аамон (Аамон, Амун, Аман, Аманд)    | Маркіз            | Амо́н (лат. Amon) — сьомий демон, могутній і найсуворіший маркіз, командувач 40 легіонів духів. Постає у вигляді вовка зі зміїним хвостом, який може дихати вогнем, або у вигляді людини з головою ворона, іноді зображується з іклами. Може розповісти все про минуле і майбутнє. Розпалює та припиняє чвари між друзями чи ворогами. |                           |
| 8  | Барбатос                            | Герцог            | Ба́рбатос (лат. Barbatos) — восьмий демон, великий герцог, керує 30 легіонами духів, має чотирьох компаньйонів-королів, які допомагають командувати його легіонами. Здатний навчити розумінню голосів тварин, розповідає про минуле і майбутнє, примиряє друзів і правителів, може допомогти знайти скарби, приховані магією. Його ім'я, ймовірно, походить від латинського «barbatus» — бородатий, старий чоловік, філософ. |                           |
| 9  | Пеймон                              | Король            | Пе́ймон (лат. Paimon) — дев'ятий демон, великий король, більш покірний Люциферу, ніж інші королі, має 200 легіонів духів під своїм правлінням. У нього гучний голос, він реве при першій своїй появі, його вимова незрозуміла, поки маг не змусить висловлюватися виразніше. Може навчити всім мистецтвам, наукам та різним «секретним речам». Може змусити будь-яку людину служити магу, якщо маг цього забажає. Зображується у вигляді чоловіка з жінкоподібним обличчям у дорогоцінній короні, верхи на дромадері. Перед ним часто йде безліч духів у вигляді людей, які грають на трубах, цимбалах та інших різноманітних музичних інструментах. |                           |
| 10 | Буер                                | Губернатор        | Бу́ер (лат. Buer) — десятий демон, великий губернатор, очільник 50 легіонів духів. З'являється, коли сонце знаходиться в стрільці. Навчає натурфілософії, етики, логіки та властивостей всіх трав і рослин. Лікує всі немочі, особливо чоловічі, сприяє добрим знайомствам. З'являється у вигляді кентавра з луком і стрілами. Луї ле Бретон створив ілюстрацію Буера, яку пізніше вигравірував М. Жерроль, на якій демон зображений з головою лева та п'ятьма цаплячими ногами, що оточують тіло. |                           |
| 11 | Гасіон                              | Герцог            | Га́сіон (лат. Gusion) — одинадцятий демон, великий і могутній герцог, керує більш ніж 40 легіонами духів. Розповідає все про минуле, теперішнє і майбутнє, показує сенс і вирішення будь-яких заданих йому питань, може розсварити або помирити друзів, дарує честь і величність. З'являється у вигляді бабуїна або, за іншими даними, у вигляді «ксенофіла» (xenophilus). |                           |
| 12 | Ситрі                               | Принц             | Си́трі (лат. Sitri) — дванадцятий демон, великий принц, очільник 60 легіонів духів. Може зробити так, що чоловік покохає жінку і навпаки, може змусити людину оголитися. Відповідно до опису, має обличчя леопарда і крила грифона, на проханням мага приймає образ дуже вродливого чоловіка. |                           |
| 13 | Белет                               | Король            | Бе́лет (лат. Beleth) — тринадцятий демон, могутній і жахливий король, який має під своїм командуванням 85 легіонів духів. Їздить верхи на бойовому коні, перед ним лунає різноманітна музика. З'являючись на виклик мага, виглядає дуже розлюченим, щоб перевірити наскільки маг мужній. Маг повинен бути сміливим і, тримаючи в руці горіхову паличку, намалювати трикутник, ударяючи на південь, схід і вгору і прочитати деякі заклинання. Якщо після цього демон не підкориться, маг повинен повторити всі погрози, що містились у заклинаннях. Тоді Белет підкориться і виконає все, що йому наказано, але маг повинен показати належну королівському рангу шанобливість, а також тримати срібний перстень на середньому пальці лівої руки біля його обличчя. Белет здатен викликати любов у всіх її проявах від чоловіків і жінок, на яких вкаже маг, доки той не буде задоволений. |                           |
| 14 | Лерайє                              | Маркіз            | Лерайє́ (лат. Leraje) — чотирнадцятий демон, могутній і великий маркіз, керує 30 легіонами духів. Може спричиняти великі суперечки і битви, пострілами зі своїх стріл спричиняє гангрени. Зображується й як бравий і красивий лучник з луком і сагайдаком, одягнений у зелене. |                           |
| 15 | Елігос (Абігор, Елігор)             | Герцог            | Е́лігос (лат. Eligos) — п'ятнадцятий демон, великий герцог, очільник 60 легіонів духів. З'являється у вигляді гарного лицаря зі списом, прапором і змієм. Здатен відкрити магу приховані речі, здобути прихильність лордів, лицарів та інших важливих осіб, знає результат всіх майбутніх воєн. В «Ієрархії демонів» вказано інші його імена: Абігор або Елігор. |                           |
| 16 | Зепар                               | Герцог            | Зепа́р (лат. Zepar) — шістнадцятий демон, великий герцог, командувач 26 легіонів духів. Здатен змусити жінку покохати чоловіка і звести їх разом. Може зробити жінку безплідною. З'являється у червоному одязі та військових обладунках. |                           |
| 17 | Ботіс (Отіс)                        | Граф Губернатор   | Бо́тіс (лат. Botis) — сімнадцятий демон, великий губернатор і граф, командує 60 легіонами духів. Може розповісти все про минуле і майбутнє, помирити друзів і ворогів. Його зображують у вигляді потворної гадюки, але на прохання мага може прийняти подобу людини з великими зубами та двома рогами. У людському вигляді тримає в руці гострий і блискучий меч. |                           |
| 18 | Базин                               | Герцог            | Ба́зин (лат. Bathin) — вісімнадцятий демон, могутній і сильний герцог, який має під своїм командуванням 30 легіонів духів. Знає властивості дорогоцінного каміння та трав і може раптово перенести людей з однієї країни в іншу. Допомагає досягти астральної проєкції та відвести астральне тіло куди завгодно. Зображується у вигляді сильного чоловіка зі зміїним хвостом, верхи на блідому коні. |                           |
| 19 | Саллос                              | Герцог            | Са́ллос (лат. Sallos) — дев'ятнадцятий демон, великий і могутній герцог, керує 30 легіонами духів, хоча в «Ієрархії демонів» нічого не згадано про легіони під його командуванням. Має пацифістську натуру, може змусити чоловіка покохати жінку, а жінку — чоловіка. Зображується як бравий і красивий солдат у герцогській короні, верхи на крокодилі. |                           |
| 20 | Пурсан (Пурсон, Курсон)             | Король            | Пу́рсан (лат. Purson) — двадцятий демон, великий король, командувач 22 легіонів духів. Знає потаємне, може розповісти про минуле, сьогодення та майбутнє, здатен знаходити скарби. Приймаючи людське або ефемерне втілення, може розповісти про всі таємні та божественні речі на землі і про створення світу. Зображується як людина з головою лева, верхи на ведмеді і з гадюкою (або горном в руці). Перед його появою можна почути звук горнів. Вважається, що цей демон пов'язаний з приходом антихриста. |                           |
| 21 | Маракс (Моракс, Фаракс)             | Граф Губернатор   | Ма́ракс (лат. Morax) — двадцять перший демон, великий граф і губернатор, який має під своїм командуванням 36 легіонів духів. Дарує знання з астрономії та всіх інших вільних мистецтв, дає добрих і мудрих знайомих. Його зображують у вигляді великого бика з обличчям людини. Існує припущення, що Маракс пов'язаний з мінотавром, якого Данте описує в «Пеклі» (Пісня 12). Ймовірно, його ім'я походить від латинського «morax» — «той, що затримує», «той, що зупиняє». |                           |
| 22 | Іпес (Іпос)                         | Принц Граф        | І́пес (лат. Ipes) — двадцять другий демон, граф і могутній принц, який командує 36 легіонами духів. Він знає і може розповісти все про минуле, теперішнє і майбутнє. Може подарувати чоловіку доблесть і почуття гумору. Його зазвичай зображують в образі ангела з головою лева, хвостом зайця і ногами гусака, інколи з тілом лева, рідко з тілом грифа. |                           |
| 23 | Аїм                                 | Герцог            | Аї́м (лат. Aim) — двадцять третій демон, дуже сильний великий герцог, командувач 26 легіонів духів. Підпалює міста, замки та великі поселення, може зробити людину дотепною в усіх проявах і дає правдиві відповіді на особисті питання. Більшість авторів зображують його в образі людини (за деякими джерелами, привабливої зовнішності), але з трьома головами: змії, людини і кота (за іншими припущенням, теля), верхи на гадюці з палаючою дровиною в руці, якою він підпалює те, що накаже маг. |                           |
| 24 | Наберій (Наберіус, Цербер)          | Маркіз            | Набе́рій (лат. Naberius) — двадцять четвертий демон, вважається найвідважнішим маркізом, має під своїм командуванням 19 легіонів духів. Говорить хрипким голосом, але красномовний і привітний. Може допомогти людині опанувати будь-яке мистецтво, але особливо риторику. Відновлює втрачені достоїнства та звання, хоча, відповідно до Вейєра, також може позбавляти достоїнств та звань. Постає у вигляді ворона або чорного журавля. Був вперше згаданий Йоганном Вейєром у 1583 році. Існує думка, що Вейєр вважав грецького Цербера і Наберія одним демоном. |                           |
| 25 | Гласия-Лаболас (Гласеа-Лаболас)     | Граф Губернатор   | Гла́сия-Лабо́лас (лат. Glasya-labolas) — двадцять п'ятий демон, могутній губернатор і граф, який командує 36 легіонами духів. Автор і винуватець ненавмисних вбивств і кровопролить, може розповісти все про минуле і майбутнє, завойовує уми і серця друзів і ворогів, підбурює до вбивств, може зробити людину невидимою. Його зображують у вигляді собаки з крилами грифона. |                           |
| 26 | Буне                                | Герцог            | Буне́ (лат. Bune) — двадцять шостий демон, сильний, великий і могутній герцог, який має 30 легіонів духів під своїм командуванням. Переміщує місце померлих і змушує духів, які знаходяться під його владою, зібратися разом на цих могилах. Може зробити людину красномовною та мудрою, дає правдиві відповіді на поставлені питання, дарує багатство. Говорить гарним високим голосом. Зображується у вигляді триголового дракона, голови якого схожі на голови собаки, грифона та людини (хоча, згідно з деякими ґримуарами, у нього дві драконячі голови і одна людська). |                           |
| 27 | Ронове                              | Маркіз Граф       | Ронове́ (лат. Ronove) — двадцять сьомий демон, великий маркіз і граф, командує 20 легіонами духів. Навчає риторики, мов, дає добрих і вірних слуг, дарує прихильність друзів і ворогів. Його описують як чудовисько, що тримає посох, без подробиць його зовнішності. Він також відомий як поглинач душ, що приходить на землю, щоб забрати душі одряхлілих людей і тварин, які знаходяться на межі смерті. |                           |
| 28 | Вериф (Ваалвериф, Беріт)            | Герцог            | Вери́ф (лат. Berith) — двадцять восьмий демон, могутній, великий і жахливий герцог, який має під своїм командуванням 26 легіонів духів. Він правдиво розповідає про минуле, теперішнє та майбутнє, може перетворювати всі метали на золото, надавати і утверджувати людину у нових званнях. Говорить чітким і тонким голосом. Його зображують у вигляді воїна в червоному одязі, в золотій короні, верхи на червоному коні |                           |
| 29 | Астарот                             | Герцог            | Астаро́т (лат. Astaroth) — двадцять дев'ятий демон, великий та сильний герцог, який керує 40 легіонами духів. З'являється в образі ангела-губителя, верхи на пекельному звірі, схожому на дракона, з гадюкою в правій руці. Дає правдиві відповіді про події минулого, теперішнього та майбутнього та розкриває всі секрети. Може розповісти про падіння ангелів та пояснити причини свого падіння. Може дарувати знання у вільних науках. |                           |
| 30 | Форней                              | Маркіз            | Форне́й (лат. Forneus) — традцятий демон, могутній та великий маркіз, що керує 29 легіонами духів. З'являється у образі великого морського чудовиська. Може навчити чудово розумітися на мистецтві риторики. Допомагає отримати хорошу репутацію, вивчати і розуміти мови. Може змусити ворогів полюбити мага, що його викликав, як його люблять його друзі. |                           |
| 31 | Форас                               | Губернатор        | Фо́рас (лат. Foras) — тридцять перший демон, могутній губернатор, має у своєму підпорядкуванні більш ніж 20 легіонів духів. З'являється у образі сильного чоловіка у людській подобі. Може дати знання про властивості всіх трав та дорогоцінного каміння. Навчає мистецтву логіки та етики. Може зробити людину невидимою, дарувати їй довге життя та красномовство. Подомляє місцезнаходження скарбів та повертає загублені речі. |                           |
| 32 | Асмодей                             | Король            | Асмоде́й (лат. Asmodeus) — тридцять другий демон, великий, сильний і могутній король, уособлює один із семи смертних гріхів, а саме гріх розпусти, керує 72 легіонами духів. З'являється з трьома головами: перша — як у бика, друга — як у людини, третя — як у барана, також має хвіст як у змії і може викидати полум'я з пащі. Його ноги мають перетинки, як у гусей. Він сидить на Пекельному Драконі і тримає в руках спис зі прапором. Навчає мистецтву арифметики, астрономії, геометрії та всім ремісничим мистецтвам. Може зробити людину непереможною. Вказує місце, де лежать скарби та охороняє їх. |                           |
| 33 | Гоап (Гаап)                         | Принц Губернатор  | Гоа́п (лат. Goap) — тридцять третій демон, великий губернатор та могутній принц, керує більш ніж 66 легіонами духів. Може дати знання з філософії та всіх вільних наук. Викликає почуття любові і ненависті, можее визволяти друзів з-під влади інших магів, відповідає точно і правдиво щодо речей минулого, сьогодення та майбутнього. За наказом мага, може дуже швидко переносити людей з одного королівства в інше. |                           |
| 34 | Фуртур (Фурфур)                     | Граф              | Фу́ртур (лат. Furtur) — тридцять четвертий демон, великий та могутній граф, має у своєму підпорядкуванні більш ніж 26 легіонів духів. З'являється в образі людини з крилами, рогами та копитами. Ніколи не говорить правду, доки його не змусять увійти до трикутника. Підкоряючись, говорить хрипким голосом. Може викликати любов між чоловіком та жінкою, спричинити блискавки та громи, пориви вітру та сильні бурхливі шторми. Дає правдиві відповіді щодо божественних речей. |                           |
| 35 | Мархосіас                           | Маркіз            | Мархо́сіас (лат. Marchosias) — тридцять п'ятий демон, великий та могутній маркіз, керує 30 легіонами духів. З'являється в образі вовка з крилами грифона та хвостом змії, вивергаючи з пащі полум'я. За наказом мага набуває людської форми. |                           |
| 36 | Столос (Столас)                     | Принц             | Сто́лос (лат. Stolos) — тридцять шостий демон, великий та сильний принц, очільник 26 легіонів духів. З'являється спершу перед магом в образі могутнього пугача, що символізує приховану мудрість і пізнання в темних сферах, але потім набуває вигляду людини. Навчає мистецтву астрономії та властивостям трав і дорогоцінного каміння. |                           |
| 37 | Фенікс                              | Маркіз            | Фе́нікс (лат. Phenex) — тридцять сьомий демон, великий маркіз, що управляє 20 легіонами духів. З'являється у образі фенікса, має дятячий голос. Розповідає дивовижні речі про всі незбагненні науки. Майстерний і досконалий поет. |                           |
| 38 | Галфас (Малзус)                     | Граф              | Галфа́с (лат. Halphas) — тридцять восьмий демон, великий граф, що керує 26 легіонами духів. З'являється у образі голуба-синяка. Говорить хрипким голосом. Може будувати фортеці, постачати припаси та зброєю і посилати воїнів у вказані місця. |                           |
| 39 | Малфас                              | Губернатор        | Ма́лфас (лат. Malphas) — тридцять дев'ятий демон, могутній і сильний губернатор, очільник 40 легіонів духів. Спершу він з'являється у вигляді ворона, але на вимогу заклинача, приймає образ людини; говорить хрипким голосом. Може зводити будівлі та високі вежі, повідомляти думки, знання та дії ворогів, дає добрих друзів. |                           |
| 40 | Раум                                | Граф              | Рау́м (лат. Raum) — сороковий демон, великий граф, керує 30 легіонами духів. З'являється в образі ворона, але, за наказом мага, набуває вигляду людини. Краде скарби з королівських палат і переносить їх туди, куди накажуть; також руйнує міста та гідність людей; відкриває таємниці минулого, сьогодення та майбутнього; викликає почуття любові між друзями та ворогами. |                           |
| 41 | Фокалор (Форкалор, Фуркалор)        | Герцог            | Фокало́р (лат. Focalor) — сорок перший демон, могутній і сильний герцог, командувач 30 легіонів духів (за іншими даними 3 легіонів). Може вбивати людей, топити їх у водах та перевертати військові кораблі, оскільки має владу над морем та вітром. Зображується як людина із крилами грифона. |                           |
| 42 | Вепар (Вепхар)                      | Герцог            | Вепа́р (лат. Vepar) — сорок другий демон, великий та сильний герцог, очільник 29 легіонів духів. Керує водами і може безпечно провести по них кораблі з вантажем зброї, обладунків, боєприпасів і т. д. За наказом мага, може змусити море бути бурхливим і штормовим, сворити вигляд ніби воно заповнене кораблями. Може спричинити смерть людей впродовж трьох днів, заражаючи рани та виразки і змушуючи в них розмножуватися червів. З'являється у вигляді русалки. |                           |
| 43 | Себнок (Сабнок)                     | Маркіз            | Се́бнок (лат. Sabnock) — сорок третій демон, могутній, великий і сильний маркіз, що керує 50 легіонами духів. З'являється у вигляді озброєного воїна з головою лева, верхи на блідому коні. Може зводити високі вежі, фортеці, міста та постачати їх зброєю. Також може змусити людину страждати впродовж багатьох днів через рани і виразки, що кишать червами. Дарує добрих друзів. |                           |
| 44 | Шекс (Шакс)                         | Маркіз            | Шекс (лат. Shax) — сорок четвертий демон, великий маркіз, очільник 30 легіонів духів. З'являється у вигляді лелеки, говорить хрипким, але ніжним голосом. Може позбавляти зору, слуху та можливості розуміти інших людей; а також — красти гроші з королівських палат і повертати їх назад через 1200 років. За командою мага, він принести будь-які речі. Може знайти все, що заховане, окрім того, що охороняється злими духами. |                           |
| 45 | Віне                                | Король Граф       | Віне́ (лат. Vine) — сорок п'ятий демон, великий король та граф, має під своїм комадуванням 36 легіонами духів. З'являється в образі лева з гадюкою у руці, верхи на чорному коні. Може знаходити приховані речі, відьом, чарівників та давати знання про події минулого, сьогодення та майбутнього. За командою мага, може будувати вежі, руйнувати величезні кам'яні стіни та викликати шторм на водах. |                           |
| 46 | Байфронс (Біфроунс                  | Граф              | Ба́йфронс (лат. Bifrons) — сорок шостий демон, граф, що керує 6 легіонами духів. З'являється в образі чудовиська, але через деякий час, за командою мага, набуває форми людини. Дає пізнання в астрології, геометрії та інших мистецтвах та науках. Може розповісти про властивості дорогоцінного каміння та дерев. Міняє місцями тіла мертвих і переносить їх в інші місця, а також запалює метафізичні свічки на могилах мертвих. |                           |
| 47 | Вуал (Увалл, Вовал)                 | Герцог            | Вуа́л (лат. Vual) — сорок сьомий демон, великий, могутній та сильний герцог, очільник 37 легіонів духів. З'являється у вигляді одногорбого верблюда, але за командою мага, набуває людського вигляду. Розмовляє єгипетською мовою, проте не досконало. Може розповідати про події минулого, теперішнього і майбутнього, викликати кохання у жінок, подружити друзів та ворогів. |                           |
| 48 | Хаагенті                            | Губернатор        | Хааге́нті (лат. Haagenti) — сорок восьмий демон, губернатор, що керує 33 легіонами духів. З'являється у вигляді бика з крилами грифона, але може набувати людського вигляду за командою мага. В його владі перетворювати всі метали на золото, вино на воду та воду на вино. Може робити людей мудрими та інструктувати їх у різних речах. |                           |
| 49 | Кросел                              | Герцог            | Кросе́л (лат. Crocell) — сорок дев'ятий демон, великий та сильний герцог, очільник 48 легіонів духів. З'являється у вигляді ангела. Розповідає таємниці, навчає мистецтву та вільним наукам. За наказом мага, він може виликати гучний шум, ніби від водоспаду та нагрівати воду. |                           |
| 50 | Форкас (Фуркас)                     | Король            | Фо́ркас (лат. Forcas) — п'ятдесятий демон, король, що керує 20 легіонами духів. З'являється в образі злого старця, з довгою бородою і сивою головою, верхи на блідому коні з колючою зброєю в руках. Може навчати філософії, астрології, риторики, логіки, хіромантії та піромантії. |                           |
| 51 | Балаам                              | Король            | Балаа́м (лат. Balaam) — п'ятдесят перший демон, жахливий, великий і могутній король, очільник 40 легіонів духів. З'являється з трьома головами: перша — як у бика, друга — як у людини, третя — як у барана. Має хвіст змії та палаючі очі. Їздить на розлюченому ведмеді та несе яструба на своєму зап'ясті. Говорить хрипким голосом. Дає правильні відповіді щодо подій минулого, сьогодення та майбутнього. Робить людей невидимими і наділяє їх почуттям гумору. |                           |
| 52 | Аллоцес (Алокас)                    | Герцог            | Аллоце́с (лат. Alloces) — п'ятдесят другий демон, великий, могутній і сильний герцог, має під своїм командуванням більш як 36 легіонів духів. З'являється в образі солдата, що сидить на величезному коні. Має обличчя лева, багряне і з палаючими очима. Говорить хрипким та гучним голосом. Може навчати астрономії та всім вільним наукам, дарувати добрих друзів. |                           |
| 53 | Кайм (Каміо, Каім)                  | Губернатор        | Ка́йм (лат. Caim) — п'ятдесят третій демон, великий губернатор, що управляє більш ніж 30 легіонами духів. З'являється в образі дрозда, може набуває вигляду людини, з гострим мечем у руці. Робить передбачення з палаючого попелу або вугілля. Навчає людей розуміти птахів, волів, собак та інших істот, а також голоси вод. Дає правильні відповіді про майбутні події. |                           |
| 54 | Мурмур (Мурмус, Мурмукс)            | Граф Герцог       | Му́рмур (лат. Murmur) — п'ятдесят четвертий демон, великий герцог та граф, що керує 30 легіонами духів. З'являється в образі воїна, верхи на грифоні, з короною герцога на голові. Перед ним йдуть його міністри, що сурмлять в труби. Досконало навчає філософії, змушує душі померлих постати перед магом, і, якщо той накаже, відповідати на його запитання. |                           |
| 55 | Оробас                              | Принц             | О́робас (лат. Orobas) — п'ятдесят п'ятий демон, великий і могутній принц, очільник 20 легіонів духів. Спершу з'являється в образі коня, але за наказом заклинача набуває вигляду людини. Може розповісти про речі минулого, сьогодення та майбутнього; дає знання і церковну владу, дарує заступництво друзів і ворогів. Дає правдиве тлумачення питань богослов'я та створення світу. Відданий магу і захищає його від спокушань будь-яких інших духів. |                           |
| 56 | Греморі                             | Герцог            | Гре́морі (лат. Gremory) — п'ятдесят шостий демон, великий і могутній герцог, що керує 26 легіонами духів. З'являється в образі прекрасної жінки зі знаком герцогині на поясі, що сидить на величезному верблюді. Може розповісти про всі події минулого, сьогодення та майбутнього та розповісти про приховані скарби, і їхнє місцезнаходження. Може викликати любов жінок, молодих та старих. |                           |
| 57 | Осе (Осо, Озе, Восо)                | Губернатор        | О́се (лат. Ose) — п'ятдесят сьомий демон, великий губернатор, має під своїм керівництвом 30 легіонів духів. З'являється в образі леопарда, але може набувати вигляду людини. Може навчити розбиратися у вільних науках, а також дає правдиві відповіді про божественні та таємні речі. За бажанням мага, може надати людині правдоподібний вигляд будь-якої істоти чи речі. |                           |
| 58 | Емі                                 | Губернатор        | Е́мі (лат. Amy) — п'ятдесят восьмий демон, великий губернатор, управляє 36 легіонами духів. З'являється у вигляді палаючого вогню, але через деякий час набуває людського вигляду. Дає чудові знання в астрології та у всіх вільних науках. Дарує добрих друзів і може відкривати скарби, що охороняються духами. |                           |
| 59 | Оріас (Оріакс)                      | Маркіз            | О́ріас (лат. Orias) — п'ятдесят дев'ятий демон, великий маркіз, очільник 30 легіонів духів. З'являється в образі лева з хвостом змії, що сидить на могутньому коні, тримаючи у правій руці двох величезних шиплячих змій. Може перетворювати людей і наділяти їх чинами, церковною владою, крім того дарує прихильність друзів та ворогів. |                           |
| 60 | Вапула (Нафула)                     | Герцог            | Ва́пула (лат. Vapula) — шістдесятий демон, великий, могутній і сильний герцог, що керує 36 легіонами духів. З'являється у образі лева з крилами грифона. Може робити людей умілими у всіх ремеслах та професіях. |                           |
| 61 | Заган                               | Король Губернатор | За́ган (лат. Zagan) — шістдесят перший демон, король та губернатор, що очолює 33 легіонів духів. У його владі робити людей дотепними, перетворювати вино на воду і навпаки, а також перетворювати кров на вино. Може перетворювати будь-який метал на найцінніші монети. З'являється перед магом у вигляді бика з крилами грифона, але згодом приймає людський образ. |                           |
| 62 | Валак                               | Губернатор        | Ва́лак (лат. Valak) — шістдесят другий демон, великий і могутній губернатор, має в підпорядкуванні 38 легіонів духів. З'являється у вигляді дитини з крилами ангела, верхи на двоголовому драконі. Дає правдиві відповіді про приховані скарби, повідомляє де водяться змії і може принести їх магу. Також має здатність за наказом мага насилати на людей прокляття. |                           |
| 63 | Ендрас                              | Маркіз            | Е́ндрас (лат. Andras) — шістдесят третій демон, великий маркіз, керує 30 легіонами духів. З'являється в образі ангела з головою сови кольору чорної ночі, верхи на сильному чорному вовку, підімаючи гострий і блискучий меч у своїй руці. Може сіяти розбрат. |                           |
| 64 | Гаврес (Гаурес, Гаурас, Флаурос)    | Герцог            | Га́врес (лат. Havres) — шістдесят четвертий демон, великий герцог, командує 36 легіонами духів. З'являється в образі жахливого і сильного леопарда, але за командою мага стає людиною, з палаючими вогнем очима і жахливим виразом обличчя. Дає правдиві відповіді про всі події сьогодення, минулого та майбутнього. Може розповісти про створення світу і богослов'я, і про те, як він сам та інші духи — впали. За бажанням мага, знищує і спопеляє його ворогів, також він захищає мага від спокушань інших демонів чи будь-кого ще. |                           |
| 65 | Андреалф                            | Маркіз            | Андреа́лф (лат. Andrealphus) — шістдесят п'ятий демон, могутній маркіз, що керує 30 легіонами духів. З'являється в образі павича, його поява супроводжується страшним шумом. Через деякий час набуває людського вигляду. Досконало навчає геометрії, робить людей дуже вправними у всіх речах, що мають відношення до вимірювань чи астрономії. Може перетворювати людей на птахів. |                           |
| 66 | Каймеєс                             | Маркіз            | Ка́ймеєс (лат. Cimejes) — шістдесят шостий демон, могутній, великий, сильний та могутній маркіз, очільник 20 легіонів духів. З'являється у вигляді відважного воїна, верхи на статному чорному коні. Навчає логіки, граматики та риторики; знаходить втрачені чи приховані речі і навіть скарби. |                           |
| 67 | Амдусия (Амдусіас, Амдукіас)        | Герцог            | Амду́сия (лат. Amdusias) — шістдесят сьомий демон, великий та сильний герцог, що керує 29 легіонами духів. З'являється спочатку як єдиноріг, але, за наказом мага, постає перед ним у людському образі. Його появу супроводжують звуки гри на трубі та інших музичних інструментах. Може змушувати дерева згинатися та схилятися, дарує чудових друзів. |                           |
| 68 | Веліал                              | Король            | Веліа́л (лат. Belial) — шістдесят восьмий демон, король, має під своїм керівництвом 50 легіонів демонів. У його владі розподіляти чини та сенаторські привілеї, може дарувати прихильність друзів і ворогів. Він могутній занепалий ангел і за деяким джерелами перевершує за силою Люцифера. Перед магом з'являється у вигляді двох прекрасних ангелів, що сидять на вогняній колісниці. Має приємний голос. Визначає повноваження та можливості магів, контролює виконання магічних законів. |                           |
| 69 | Декарабія                           | Маркіз            | Декара́бія (лат. Decarabia) — шістдесят дев'ятий демон, великий маркіз, керує 30 легіонами духів. З'являється у вигляді символу зірки в магічному малюнку, але, за наказом мага, набуває вигляду людини. Повідомляє про властивості птахів і дорогоцінного каміння, може викликати істот, схожих на будь-яких птахів, які б літали, співали і пили воду перед магом, як справжні птахи. |                           |
| 70 | Сиїре (Сеар)                        | Принц             | Си́їре (лат. Seere) — сімдесятий демон, могутній принц, що очолює 26 легіонів духів. З'являється у вигляді прекрасної людини, верхи на крилатому коні. Може миттєво обійти всю Землю. Допомагає виявити все те, що вкрадено чи заховано. Йдучи, несподівано залишає після себе удосталь якихось речей, може забрати і перенести все те, чого маг не потребує. Байдужий до добра і виконує лише накази мага. |                           |
| 71 | Данталион                           | Герцог            | Данталио́н (лат. Dantalion) — сімдесят перший демон, великий і могутній герцог, має під своїм командуванням 36 легіонів духів. З'являючись, тримає книгу у правій руці. Може навчити всім мистецтвам та наукам; розкриває таємні наміри будь-кого; йому відомі думки всіх чоловіків та жінок, і він може змінювати їх за бажанням. Може викликати кохання і показати двійника будь-якої людини, до того ж, може показати у вигляді видіння будь-яку частину світу. |                           |
| 72 | Андромалій (Андромаліус)            | Граф              | Андромалій (лат. Andromalius) — сімдесят другий демон, великий та могутній граф, очільник більш ніж 36 легіонів духів. З'являється образ людини з величезної змією в руці. Може повертати злодія, і товари, які були вкрадені, виявляти всі зло та приховані наміри; карати всіх злодіїв та інших людей з поганими помислами, виявляти приховані скарби. |                           |